# Aéroport d'Algona
L’aéroport municipal d’Algona ((code IATA : AXG • code OACI : KAXA • code FAA : AXA)) est un aéroport public situé à 3 km à l’ouest du quartier central des affaires d’Algona, ville du comté de Kossuth, dans l’Iowa, aux États-Unis. Il appartient à la ville d'Algona.
L’aéroport municipal d’Algona couvre une superficie de 89 hectares et comprend deux pistes : 12/30 avec une chaussée en béton de 1 207 m sur 23 de large et 18/36 avec une surface en gazon de 878 m sur 49.